# Angiológia
Az angiológia az élő szervezetek keringési rendszereivel, érhálózatával, véredényeivel foglalkozó anatómiai szakág.

## Angiologia – Értan (edény, ér)
A testnek csaknem valamennyi szövetét két csatornarendszer hálózza át, az egyikben vér, a másikban színtelen folyadék: nyirok kering. Eszerint vérereket (vasa sanguifera) és nyirokereket (vasa lymphatica) különböztetünk meg. A nyirokrendszer a vérrendszertől egész kiterjedésében független, végső kivezető törzsökei azonban belenyílnak a vénákba, s így a nyirok végül is a véráramhoz keveredik.

## Vérrendszer
A vér útján jutnak szöveteinkhez a tápláló anyagok és az égési folyamatokhoz szükséges oxigén, s a vér viszi el a szövetekből a szén-dioxidot és az egyéb gáznemű anyagcseretermékeket, valamint a nyirokerekkel együtt a folyékony bomlástermékeket. A vérerek dús hálózattal szövik át a testet; csak pár szövetünk marad erek nélkül, éspedig a hámok általában, a hámképződmények (haj, szőr, köröm), a porcogószövet, a szem szaruhártyája, a fogszövet és tulajdonképpen a csontszövet is.

## Érrendszer
Az ereknek csak főtörzsöketi és durvább eloszlásai láthatók szabad szemmel, elágazódásuk legnagyobb része már a mikroszkópi vizsgálat körébe esik. Az erekben a vér mozgását, vagyis a vérkeringést, circulatio sanguinis, a vérpályába iktatott izmos falzatú, tömlőszerű szerv, a szív tartja fenn rhytmusos összehúzódásaival; a mozgás irányát a szívnem s a vénákban elhelyezett billentyűk szabják meg. A szívből a vér a verőerekbe, arteriae, jut. Ezek magyar neveket az érverés, pulsus tüneményétől vették. Mindinkább eloszolva, gyengébb ágaikkal a szövetekbe nyomulnak s végül egy sűrű, egyenletes mikroszkópos hálózatba, a hajszálerek, vasa capillaria, recéjébe mennek át. A hajszálerekben megy végbe az érrendszer tulajdonképpeni rendeltetése: a szövetekkel való gáz- és anyagcsere. Egységes hálózatukból a verőereknél vékonyabb falzatú erek, a gyűjtőerek, venae, bontakoznak ki. Első darabjuk csak nagyítóval látható, de a kis vénák mind erősebb ágakká egyesülnek, s végül a vénarendszer két erős törzsökkel nyílik a szívbe. A hajszálerek a vérrendszernek a verő- és gyűjtőerek közé iktatott külön szakaszát teszik.

## Nomenklatúra
Az anatómiában a latin elnevezések egységesítését három időpontban végezték el az anatómusok. Az elfogadott anatómiai elnevezéstanokat (nomenklatúrát) azon városokról nevezték el, ahol kihirdették őket. Ezek alapján megkülönböztetünk Bázeli (BNA) 1895, Jénai (JNA) 1935 és Párizsi (PNA) 1955 anatómiai nomenklatúrát. Jelenleg anatómiát a legutóbb megjelent TA Terminologia Anatomica, 1998 alapján oktatnak, de a mindennapos orvosi gyakorlatban a régebbi nómenklatúrák szerinti meghatározásokkal is találkozhatunk. : Az alábbiakban a szócikkhez tartozó anatómiai nevek nomenklatúra szerinti tagolása látható, az egy anatómiai fogalomhoz tartozó elnevezések megtalálásához:
| BNA                         | JNA                 | PNA                            |
| --------------------------- | ------------------- | ------------------------------ |
|                             | ANGIOLOGIA          |                                |
| angiologia                  | systema vasorum     | angiologia                     |
| arteria                     | arteria             | arteria                        |
| arteriola                   | arteriola           | arteriola                      |
| vena centralis              | vena centralis      | vena centralis                 |
| venula                      | venula              | venula                         |
| vena cutanea                | vena cutanea        | vena cutanea                   |
| vena comitans               | vena comitans       | vena comitans                  |
| plexus venosus              | plexus venosus      | plexus venosus                 |
|                             |                     | rete arteriosum                |
| rete venosum                | rete venosum        | rete venosum                   |
| sinus (venosus)             | sinus venosus       | sinus                          |
| vas collaterale             | vas collaterale     | vas collaterale                |
| vas anastomiticum           | vas communicans     | vas anastomiticum              |
|                             |                     | anastomosis arteriovenosa      |
| ramus communicans           | ramus communicans   | vas communicans                |
| plexus vasculosus           | plexus vasculosus   | plexus vasculosus              |
| rete vasculosum             | rete vasculosum     |                                |
| rete mirabile               | rete mirabile       | rete mirabile                  |
| emissarium                  | emissarium          | vena emissaria                 |
| corpus cavernosum           | corpus cavernosum   |                                |
| vas capillare               | vas capillare       | vas capillare                  |
| vas lymphaticum             | vas lymphaticeum    | vas lymphaticum                |
| plexus lymphaticus          | plexus lymphaticeus | plexus lymphaticus             |
| lymphoglandula              | lymphonodus         | nodus lymphaticus (lymphanodus |
| nodulus lymphaticus         | lymphonodulus       | folliculus lymphaticus         |
| cisterna                    | cisterna            | cisterna                       |
| tunica externa (adventitia) | tunica externa      | tunica externa                 |
| tunica media                | tunica media        | tunica media                   |
| tunica intima               | tunica intima       | tunica intima                  |
|                             | valvulae vasorum    |                                |
|                             | valvulae venarum    | valvula venosa                 |
| vasa vasorum                | vasa vasorum        | vasa vasorum                   |
| vagina vasorum              | vagina vasorum      |                                |
| sanguis                     | sanguis             | sanguis                        |
| lympha                      | lympha              | lympha                         |